# 까치깨
까치깨(Corchoropsis psilocarpa)는 한국 각처의 산이나 들에 나는 한해살이풀로 높이는 30-90cm이다. 줄기는 원기둥 모양, 곧게 서고, 흰색 긴 털이 성기게 난다. 잎은 어긋나며, 난형, 길이 3.5-6cm, 양 면에 별 모양의 털이 있고, 끝이 뾰족하며, 밑은 거의 둥근 모양, 가장자리에 이 모양의 톱니가 있다. 꽃은 노란색으로 잎겨드랑이에 1송이씩 달리고, 꽃자루는 길며, 작은 포는 3개가 윤생하며 털이 있다. 꽃받침은 피침형이며 털이 난다. 꽃잎은 도란형이며, 수술은 10개, 5개의 헛수술을 가진다. 씨방은 처음에 털이 있다가 후에 없어진다. 열매는 삭과, 장각 모양, 길이 2cm, 털이 없다. 수까치깨보다 잎 표면의 털이 길고, 꽃은 소형, 열매에 털이 없는 것이 특징이다.